# Bryan Edwards (politiker)
Bryan Edwards, född den 21 maj 1743 i Westbury, Wiltshire, död den 16 juli 1800 i Southampton, var en engelsk historieskrivare.
Edwards förvärvade som köpman i Västindien 1759–1792 en stor förmögenhet och blev 1796 parlamentsledamot. Han blev Fellow of the Royal Society 1794. Edwards är bekant dels som motståndare till slaveriets avskaffande, dels genom sin sakrika västindiska historia, History of the British Colonies in the West Indies (2 band, 1793, i senare upplaga tillökad med författarens självbiografi och en skildring av fransmännens välde på San Domingo).